# Virginie Paquet
Virginie Paquet is een voormalig tennisspeelster uit Frankrijk. In 1986 speelde zij haar eerste grandslampartij op Roland Garros.